# Waterloo (film)
Waterloo is een Sovjet-Italiaanse film uit 1970, geregisseerd door Sergej Bondartsjoek en geproduceerd door Dino De Laurentiis met in de hoofdrollen Rod Steiger en Christopher Plummer
Het scenario voor de film is gebaseerd op de Slag bij Waterloo (1815) waarbij een alliantie van Britse, Nederlandse, Belgische, Nassause, Brunswijkse en Pruisische troepen de opmars van Franse troepen onder leiding van Napoleon tegenhielden. De film kostte ongeveer 25 miljoen dollar, maar bracht slechts 1,4 miljoen op in de bioscopen. De film kreeg in latere jaren meer waardering, met name de manier waarop de diverse gevechtsscènes in beeld werden gebracht.
De film is 132 minuten, maar er gaan geruchten dat er een langere versie zou bestaan. Dit is tegengesproken door associate producer Richard C. Meyer en bevestigd door Vladimir Dorsal, de First Assistant director (en later het hoofd van Mosfilm in Moskou.

## Verhaal
Kasteel van Fontainebleau in 1814. Keizer Napoleon doet afstand van de troon. Hij wordt verbannen naar het eiland Elba. Tien maanden later keert hij echter terug en weet het Franse leger en de bevolking weer achter zich te krijgen. Koning Lodewijk XVIII van Frankrijk van Frankrijk moet vluchten. Napoleon wil vrede, maar Engeland en Pruisen accepteren zijn vredesaanbod niet. Niet lang daarna rijdt Napoleon uit met zijn leger, en trekt naar het noorden om Brussel te bezetten. Als de legers van de Britten en de Pruisen door een slechte coördinatie gescheiden raken, ziet de Franse keizer zijn kans. Als hij een wig kan drijven tussen
de Engelse troepen en de Pruisische kan hij de legers vervolgens een voor een aanvallen. De legeraanvoerder van de Britten, de hertog van Wellington, hoort dat Napoleon de grens bij Charleroi is overgestoken en onderweg is naar Brussel. Hij besluit Napoleon te stoppen bij het plaatsje Waterloo. Niet lang daarna verslaat Maarschalk Ney de Britten bij Quatre Bras, een plaatsje vlak bij Waterloo. Maar de zege is niet definitief en de Britten kunnen zich terugtrekken. Een boze Napoleon stuurt een groot deel van zijn leger onder bevel van Grouchy in de richting van het Pruisische leger. Grouchy krijgt orders om te voorkomen dat de Pruisen onder leiding van Veldmaarschalk Blücher zich weer met de Britten kunnen verenigen.
Als de troepen bij Waterloo aankomen is het slagveld een groot modderveld. Het heeft de afgelopen dagen voortdurend geregend en de artilleristen hebben moeite de kanonnen op te stellen. Napoleon die last heeft van maagkrampen is somber, zeker als hij hoort dat het begin van de veldslag moet worden uitgesteld totdat de grond droger is. De slag begint om 11.30 met artillerievuur en een Franse infanterieaanval op het gebouw van Hougoumont. Het gevecht begint nu echt en ook de Britse troepen rukken op. De Britse generaal Thomas Picton sneuvelt als zijn troepen een gat in de linie dichten. De Britse cavalerie wordt ingezet en met name de Scots Greys, een eliteonderdeel met ruiters op appelschimmels, maakt het de Fransen lastig. Ze wagen zich echter te ver en moeten terugtrekken als Poolse lansiers in Franse dienst de aanval inzetten. De commandant van de Britse cavalerie, Ponsonby, sneuvelt bij deze aanval. Beide legers reorganiseren en Wellington trekt een deel van zijn infanterie terug achter een heuvel. Napoleon krijgt hevige maagkrampen en wordt van het veld gedragen. Maarschalk Ney die de Britse infanterie achter de heuvel ziet verdwijnen, denkt dat Wellington vlucht en zet volgens goed gebruik de cavalerie in om de 'vluchtende' Britten te achtervolgen. Maar Wellington is niet op de vlucht en zijn infanterie weet de Franse cavalerie een zware nederlaag toe te brengen. Maar de Britse infanterie betaalt een hoge prijs en is verzwakt. Als Napoleon weer terugkeert op het slagveld is hij woedend over Ney's ondoordachte aanval zonder de steun van de infanterie.

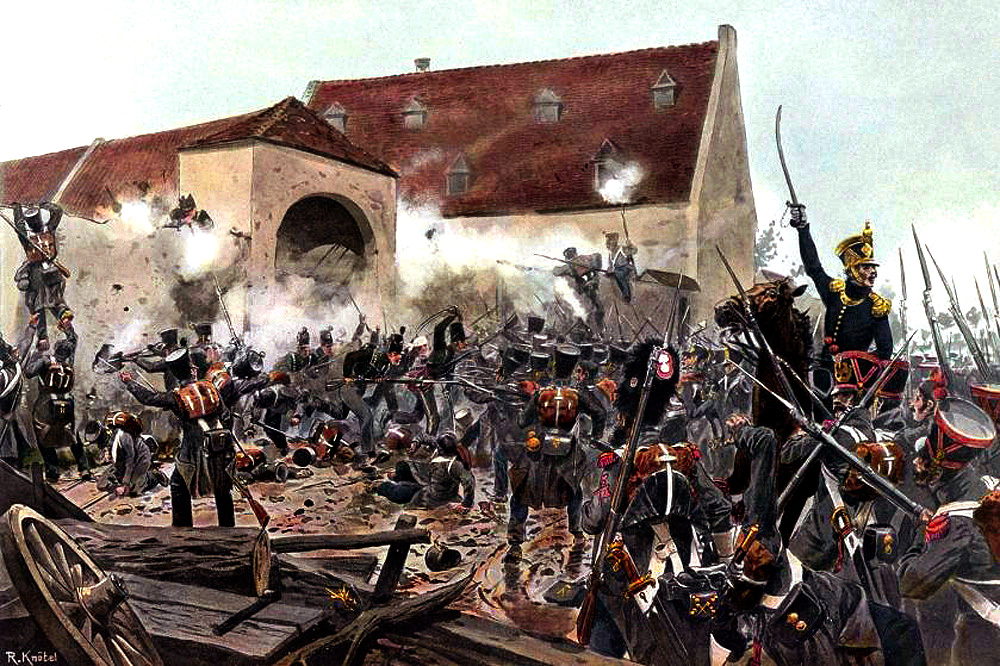
De Fransen bestormen La Haye Sainte.

Napoleon zit zonder verse troepen en besluit het krijgsplan om te gooien. Hij geeft bevel om de hoeve La Haye Sainte te veroveren. Dit steunpunt is volgens hem de sleutel tot de slag. De Franse infanterie weet de boerderij te veroveren. Napoleon denkt dat hij heeft gewonnen en zet zijn elite-eenheid in, de Keizerlijke Garde. Wellington ziet zijn leger wankelen, maar tot zijn grote vreugde ziet hij in de verte een ander leger naderen, het zijn de Pruisen onder leiding van Blücher. De Franse troepen trekken de heuvel over en staan dan oog in oog met de door Wellington teruggetrokken Guards division. De Franse troepen wankelen als de Britten het vuur openen. Het Franse moreel wankelt en niet lang daarna trekken de Fransen zich terug. Er ontstaat paniek en Napoleon probeert wanhopig zijn mannen tot staan te brengen. Uiteindelijk weten zijn maarschalken hem weg te voeren van het slagveld. De Keizerlijke Garde van Napoleon houdt nog even stand maar wordt ten slotte door kanonvuur vrijwel weggevaagd. De slag bij Waterloo is voorbij.

## Rolverdeling
| Acteur                 | Personage                                           | Beschrijving             |
| ---------------------- | --------------------------------------------------- | ------------------------ |
| Rod Steiger            | keizer Napoleon I                                   |                          |
| Christopher Plummer    | veldmaarschalk Arthur Wellesley                     | hertog van Wellington    |
| Orson Welles           | koning Lodewijk XVIII                               |                          |
| Jack Hawkins           | luitenant-generaal Sir Thomas Picton                |                          |
| Virginia McKenna       | Charlotte Lennox                                    | hertogin van Richmond    |
| Dan O'Herlihy          | Michel Ney                                          |                          |
| Rupert Davies          | kolonel Alexander Gordon                            | hertog van Gordon        |
| Philippe Forquet       | brigadegeneraal Charles de La Bédoyère              |                          |
| Gianni Garko           | generaal-majoor Antoine Drouot                      |                          |
| Ivo Garrani            | Nicolas Jean-de-Dieu Soult                          | maarschalk van Frankrijk |
| Ian Ogilvy             | kolonel Sir William Howe DeLancey                   |                          |
| Michael Wilding        | generaal-majoor The Honourable Sir William Ponsonby |                          |
| Sergo Zakariadze       | veldmaarschalk Gebhard von Blücher                  | vorst van Wahlstatt      |
| Terence Alexander      | luitenant-generaal Henry Paget                      | graaf van Uxbridge       |
| Andrea Checchi         | generaal Pierre François Sauret                     |                          |
| Donal Donnelly         | korporaal O'Connor (als Donald Donnelly)            |                          |
| Charles Millot         | Emmanuel de Grouchy                                 |                          |
| Jevgeni Samojlov       | brigadegeneraal Pierre Cambronne                    |                          |
| Oleg Vidov             | Tomlinson                                           |                          |
| Charles Borromel       | Mulholland                                          |                          |
| Peter Davies           | vaandrig James Hay                                  | Lord Hay                 |
| Veronica De Laurentiis | Magdalene DeLancey                                  |                          |
| Vladimir Droezjnikov   | Gerard                                              |                          |
| Willoughby Gray        | Ramsey                                              |                          |
| Roger Green            | Duncan                                              |                          |
| Richard Heffer         | Mercer                                              |                          |
| Orazio Orlando         | Constant                                            |                          |
| John Savident          | generaal-majoor Karl von Müffling                   |                          |
| Jeffrey Wickham        | Colborne                                            |                          |
| Susan Wood             | lady Sarah Lennox                                   |                          |
| Gennadi Joedin         | Chactas                                             |                          |

## Voorgeschiedenis
Al in 1965 begon producent Sam Marx met de voorbereiding van een film over de Slag bij Waterloo. Hij huurde scenarist Elliott Arnold in voor het scenario en polste acteur Richard Burton voor de rol van Wellington. In oktober van dat jaar werd bekendgemaakt dat producent Dino De Laurentiis de film zou produceren, met Sam Marx als geassocieerd producent en John Huston als regisseur. Eliott Arnold werd als scenarist vervangen door H.A.L. Craig. De Laurentiis was naarstig op zoek naar geschikte locaties, maar stelde verdere plannen uit totdat hij meer zekerheid kreeg over voldoende aantallen figuranten en paarden. De plannen stagneerden omdat er niet genoeg getrainde cavaleriepaarden beschikbaar waren in Italië, waar Laurentiis de film wilde opnemen. Huston en De Laurentiis zochten intussen ook naar medefinanciers in Frankrijk, Spanje, België, Joegoslavië en Roemenië. In 1967 was bij de audities Richard Burton niet langer in de race als Wellington, maar werd hij genoemd voor de rol van Napoleon. Geruchten dat Peter O'Toole de rol van Wellington zou gaan spelen werden tegengesproken. Inmiddels was een nieuwe scenarist, Jean Anouilh, bezig met het scenario en werd Ponto Corvo genoemd als nieuwe regisseur. Dit laatste was nodig geworden omdat John Huston door het uitstellen van de productie andere verplichtingen moest nakomen. Sam Marx verliet om dezelfde reden de productie. Het project had inmiddels de werktitel Battle of Waterloo afgewisseld met Waterloo: The Last Hundred Days of Napoleon. In november 1967 wilde De Laurentiis een coproductie aangaan met Bulgar Film, het staatsfilmbedrijf van Bulgarije. Bulgar Film zou 10.0000 soldaten en 1000 paarden beschikbaar stellen, terwijl de film zou worden opgenomen in Italië, Bulgarije en België. In maart 1968 was ook deze samenwerking van de baan nadat de 10.000 soldaten weer in Bulgaarse actieve dienst werden opgeroepen, om stand-by te zijn bij te verwachten politieke problemen in Vietnam, het Midden-Oosten en Griekenland. Nog in dezelfde maand opende De Laurentiis onderhandelingen met de Russische overheid.

## Productie

### Financiering
Nadat Dino de Laurentiis jaren had geprobeerd om medefinanciers te krijgen, vond hij eindelijk gehoor in Moskou. De Russische overheid zag de film als een goed middel om de verhouding met het westen te verbeteren en schakelde Mosfilm, het Sovjet-Russische staatsfilmbedrijf in om met De Laurentiis te onderhandelen. Producent Vladimir Surin voerde de onderhandelingen voor Mosfilm. De film was duur. Het budget bedroeg 25 miljoen dollar, maar dit zou oplopen tot 38,3 miljoen dollar. Zou de film in West-Europa of de VS zijn gemaakt dan zouden de kosten drie keer zo hoog zijn geweest. Mosfilm nam een derde van de kosten voor zijn rekening en stelde 16.000 soldaten beschikbaar, alsmede een complete brigade cavalerie. Verder waren zij verantwoordelijk voor de technici, decorbouwers en arbeiders om de film te kunnen maken. Paramount Pictures en Columbia Pictures stonden garant voor de financiering en kregen in ruil de distributierechten voor respectievelijk Noord en Zuid-Amerika en de wereldrechten.

### Scenario
De eerste scenarioversie kwam van Eliott Arnold in 1965. Later werd het intensief herschreven door H.A.L. Craig en vervolgens door Jean Anouilh. Deze schrijvers kregen geen vermelding op de aftiteling. Het uiteindelijke scenario werd voltooid door Vittorio Bonicelli, zijn naam stond op de aftiteling, samen met die van regisseur Sergej Bondartsjoek, vermeld als auteur van het scenario.

### Locatie en decors
Met de medewerking van de Russische autoriteiten werd een gedeelte van het boerenland bij Oezjhorod in Oekraïne in gebruik genomen als decor voor de slag bij Waterloo. Oezjhorod was echter ook de locatie van enige militaire installaties en dit gaf de nodige wrijving met de PR-afdeling van de film. Het leger wilde geen pers toelaten, en zeker geen pers uit het westen, terwijl de PR-afdeling juist de publiciteit nodig had. In maart 1969 werd het gebied omgeploegd en verdwenen de aardappelvelden. Twee heuvels werden door bulldozers platgewalst en werd er zo'n acht kilometer weg aangelegd. Vervolgens werd het terrein beplant met tarwe, rogge en gerst, en wilde bloemen werden uitgezaaid over een oppervlak van zo'n drie kilometer. Ook werden circa 5000 bomen geplant. Replica's van de boerderijen La Haye Sainte en Hougomont werden opgebouwd, evenals een reconstructie van de herberg La Belle Alliance. Om de modder op het slagveld te krijgen, werd een systeem van ondergrondse pijpleidingen met een lengte van 10 kilometer aangelegd.
Er werd ook gefilmd in Frankrijk en Italië. De binnenscènes die spelen in de Tuileries werden opgenomen in het Paleis van Caserta in de omgeving van Caserta, Italië, ook het Stupinigi-paleis in Turijn werd gebruikt voor binnenopnames. Opnames in de studio werden gemaakt in Napels en grotendeels in De Laurentiis Studio's in Rome. Decorbouwer E. Rancati bracht honderden decorstukken bijeen, terwijl hij ook zorgde voor honderden paren schoenen uit de juiste tijd.

### Figuranten

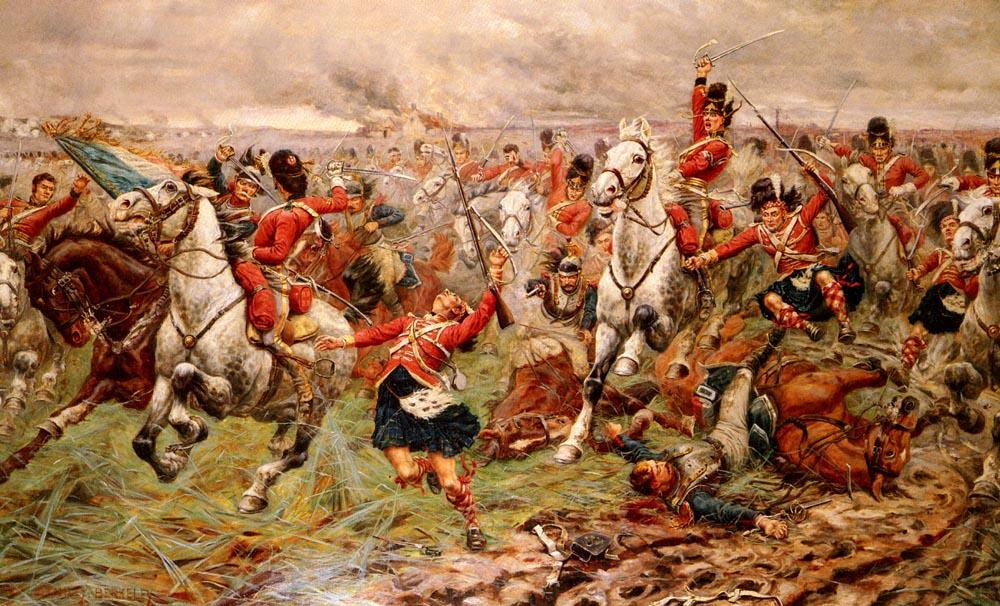
Charge van de Scots Greys

Mosfilm was verantwoordelijk voor 16.000 figuranten die de infanteristen van de verschillende naties moeste voorstellen, het merendeel was afkomstig uit de reserve van het Rode Leger. De meeste waren rond de 40-45 jaar. Een brigade van 1500 man van de Sovjet-Russische cavalerie op speciaal getrainde paarden werd ook door het leger ter beschikking gesteld. Er waren ook 350 Arabische appelschimmels afkomstig uit de militie van Moskou. Deze paarden moesten doorgaan voor de beroemde paarden van de Scots Greys. In totaal deden er 2000 paarden mee. Voor bepaalde gevaarlijke stunts met de paarden waren vijftig stuntmannen beschikbaar. Twee generaals uit het Rode leger waren verantwoordelijk voor de 16.000 man infanterie. Een deel van hen werd trouwens ook ingezet als timmerman of elektricien. Het Eerste Bataljon van de moderne Gordon Highlanders deed ook mee aan de film als een soort saluut aan hun voorgangers die echt streden bij Waterloo in 1815. In de maanden voorafgaand aan de film werden de 16.000 infanteristen getraind in de mars- en drilmethodes van 1815. Ook leerden zij vechten met musketten en sabels of het hanteren van de kanonnen. Ongeveer 2000 infanteristen werd opgeleid in het laden en afvuren van de musketten. Voor en tijdens de opnames werden de soldaten ondergebracht in groot tentenkamp vlak bij het "slagveld". Tijdens de opnames werden ze na het ontbijt naar de kleedkamers gebracht en gestoken in Franse, Britse of Pruisische uniformen. Vijftien minuten na het omkleden stonden ze in formatie, klaar voor de opnames.

### Regie en acteurs
Een van de redenen dat De Laurentiis veel verwachtte van de samenwerking met Mosfilms was de samenwerking van regisseur Sergej Bondartsjoek, verantwoordelijk voor de Russische filmproductie van Oorlog en Vrede uit 1968. Figuranten die in deze film hadden gespeeld waren nog actief, terwijl ook allerlei decorstukken en kostuums van de productie beschikbaar waren. Bondarchuk was gewend aan films met een historische achtergrond en met de regie van dergelijke spektakels. Voor Waterloo had hij de beschikking over vier vertalers (voor Engels, Italiaans, Frans en Servisch). Via een walkietalkie stond Bondarchuk in contact met de officieren die de 16.000 figuranten commandeerden.
Voor de rol van Napoleon had De Laurentiis inmiddels Rod Steiger aangetrokken. Steiger verving Richard Burton die had afgehaakt. Steiger stond bekend om zijn zorgvuldige benadering van zijn personages. Hij bestudeerde een medisch rapport van de Amerikaanse Medische Vereniging, waarin stond dat Napoleon in de laatste jaren van zijn leven leed aan maagkanker, gedeeltelijke blokkeringen van zijn urineleiders, een leveraandoening en aambeien. Steiger speelde de Franse keizer als een man wiens lichaam langzaam opgeeft, maar wiens geest niet wil toegeven aan het verval.
Voor de rol van de hertog van Wellington was Peter O'Toole lange tijd een optie, maar uiteindelijk kreeg Christopher Plummer de rol.

### De opnamen
De opnames begonnen op 12 maart 1969, waarbij de grote gevechtsscènes werden opgenomen vanaf 18 juni van dat jaar. In augustus liep de productie vertraging op vanwege aanhoudende regen, afgewisseld met tropische hitte en een griepepidemie onder de paarden. Er werd gefilmd met tien camera's die waren opgesteld rond het slagveld, gemonteerd in helikopters, ballonnen, op een kraan of opgehangen aan draden die over het veld waren gespannen. In totaal duurde de opnames 28 weken, inclusief de 16 dagen dat er niet gefilmd kon worden vanwege de slechte weersomstandigheden.
Bij de opnames werd veel risico's genomen, zeker met de opnames waarbij paarden werden gebruikt. De Britse Humane Society zou later protest aantekenen tegen het werken met dieren zonder behoorlijke supervisie. Bij een van de opnamen met de cavalerie raakte acteur John Savident, die generaal-majoor Karl von Müffling speelde, zwaargewond.
De Russische figuranten waren meestal oudere soldaten uit de reserve van het Sovjetleger. Een deel van hen was gekleed als Britse infanterist. Tijdens de opnames van de scène waarbij de Franse cavalerie de Britse infanterie aanvalt, brak regelmatig paniek uit bij de Russische figuranten en de opnames werden verknoeid omdat zij alle kanten uitrenden. Om paniek te voorkomen werd de afstand tussen de paarden en de infanterie gemerkt met wit tape. De cavaleristen mochten deze begrenzing niet overschrijden. De figuranten bleven echter in paniek raken en ten slotte werd de scène geschrapt.
Omdat de kosten de pan uit rezen, probeerde De Laurentiis overal op te besparen. Zo gaf hij de cameraman geen toestemming om een nieuwe filmrol in te zetten bij de opnames van de speech die Napoleon hield bij zijn troonsafstand. Acteur Rod Steiger was woedend toen de film op was, net toen hij bezig was met het spelen van deze scène.

## Historie en film
Waterloo geeft een redelijk accuraat beeld van de Slag bij Waterloo en de daaraan voorafgaande periode waarin Napoleon terugkeert uit zijn ballingschap op het eiland Elba. De film gaat alleen in op de hoogtepunten van de slag en hier en daar worden zaken samengevoegd.
- Een voorbeeld van wapenfeiten die werden genegeerd in de film is de deelname van Nederlandse en Belgische troepen aan de slag. Hoewel er bij Waterloo een aantal Nederlandse en Belgische regimenten aanwezig waren en er door hen moedig is gevochten, zijn ze in de film nergens te zien. Dit is vermoedelijk te wijten aan het chauvinisme van de Britten. Na de Slag bij Waterloo werd de Britse deelname aan de slag zo opgehemeld dat zelfs de bijdrage van Pruisen amper werd genoemd. Er bleef een aantal hardnekkige mythes rond Waterloo hangen. Een daar van is het zogenaamde laffe gedrag van de Nederlandse Brigade van Bylandt. In de film is dat ook het enige wat over de Nederlanders en Belgen wordt gezegd. Aan het begin van de veldslag wordt door twee Britse legeraanvoerders, Thomas Picton en Uxbridge, met minachting gesproken over het geweervuur dat de "Bylandt Brigade" te verwerken krijgt. "Laat ze het maar eens voelen," zegt Picton vol verachting als de Brigade wankelt. De werkelijkheid was iets anders De brigade van Bylandt onder aanvoering van generaal-majoor Willem Frederik van Bylandt, had bij de Slag bij Quatre-Bras reeds forse verliezen had geleden, en was tot verbijstering van vele ooggetuigen, vóór de geallieerde linie opgesteld. Ze stonden zo open en bloot voor de Fransen, terwijl de rest van het geallieerde leger achter de heuvelkam stond. Bovendien waren de flanken ongedekt. In tegenstelling tot de daarop ontstane mythe, werd de Brigade Bylandt overigens wel op tijd teruggetrokken achter de heuvelkam, en heeft ze uiteindelijk weinig verliezen geleden. Een zware Franse infanterieaanval kwam vervolgens recht op de brigade van Bylandt af. In tegenstelling tot wat Engelse historici beweren, zeggen ooggetuigenverslagen dat de brigade de Franse aanval zelfs enige tijd weerstaan heeft. Onder druk van de overmacht trokken ze zich terug achter de eerste Britse linie. Hier werden de ontplooide Franse colonnes tot staan gebracht door een tegenaanval van twee Britse infanteriebrigades van Pictons divisie, gesteund door de brigade van Bylandt en een andere Britse brigade. Aangezien echter een aantal Nederlandse soldaten in paniek was geraakt en gevlucht ontstond in de Britse achterhoedes het idee dat de Nederlanders op de vlucht waren geslagen.

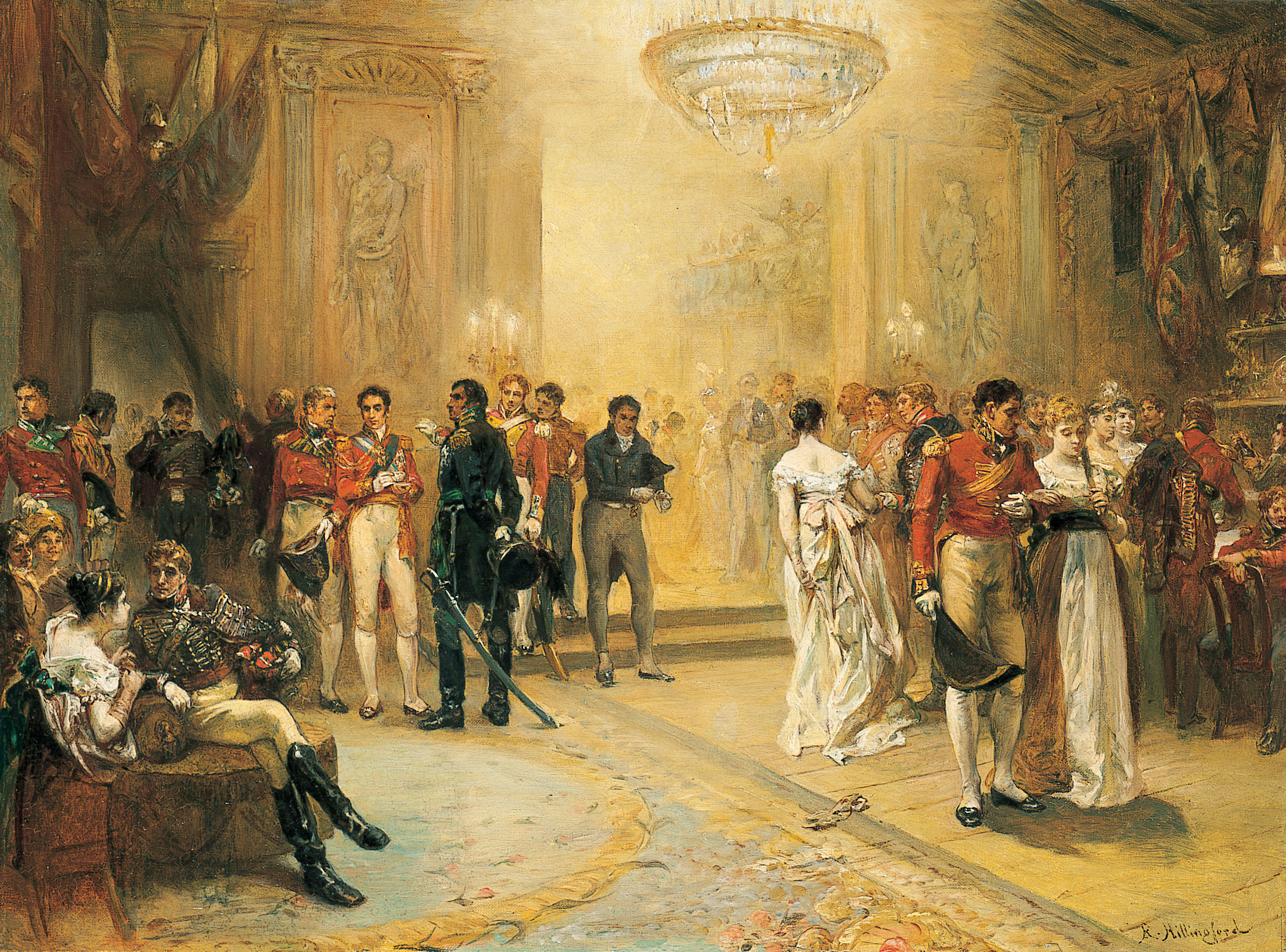
Het bal van de Hertogin van Richmond

Een aantal zaken die in de film worden weergegeven zijn niet correct:
- In het begin van de film is te zien dat enige Franse Maarschalken aan Napoleon vragen om af te treden. Hier is ook Maarschalk Soult bij aanwezig, maar in werkelijkheid zat Soult toen in Toulouse en verdedigde de stad tegen de Britten.
- Het bal dat de hertogin van Richmond geeft voor de officieren van Wellingtons leger werd in werkelijkheid gehouden in een grote schuur en niet in de prachtig ingerichte balzaal in de film. In deze scènes speelt ook de volkomen verzonnen subplot van de romance tussen Vaandrig Lord Hay en de dochter van de hertogin. Het bal zelf klopt ook niet helemaal, de stijl van dansen en de muziek is uit de latere Romantische periode, terwijl Waterloo speelt in de tijd van de klassieke stijl van het begin van de 19e eeuw.
- De rol van het Pruisische leger is in de film niet zo groot. Het lijkt alsof de Pruisen pas op het einde van de slag arriveren en Napoleon de laatste slag toebrengen. In werkelijkheid kwamen de Pruisen al eerder op het slagveld en was hun rol in de gevechten veel groter. Het Pruisische vierde korps viel de Franse linies aan bij het dorpje Plancenoit. Napoleon probeerde hen te onderscheppen door zijn reserve onder leiding van generaal Lobau in te zetten. De strijd tussen de Pruisen en Fransen bij Plancenoit was beslissend voor de nederlaag van Napoleon.
- Een dramatische scène in de film is het sneuvelen van generaal William Ponsonby bij de charge van de Britse cavalerie. In de film vertelt Ponsonby aan de graaf van Uxbridge dat zijn vader werd gedood door Franse lansiers, omdat hij een inferieur paard bereed. In werkelijkheid was de vader van Ponsonby geen militair, maar een politicus die in zijn bed was gestorven.
- In de film is Alexander, de hertog van Gordon te zien als de aanvoerder van het regiment de Gordon Highlanders. In werkelijk was Alexander niet aanwezig in Waterloo. Zijn plaatsvervanger, luitenant-kolonel John Cameron of Fassiefern was op 16 juni 1815 gesneuveld bij Quatre Bras.
- In sommige scènes is te zien hoe soldaten marcheren op weg naar het volgende slagveld. Ze lopen in een synchroon marstempo. Maar troepen liepen alleen zo bij parades. Voor normale marsen was het synchroon lopen inefficiënt en op den duur te vermoeiend.

De film geeft de historie echter wel correct weer in de volgende scène:
- Nadat de Oude Garde van Napoleon was omsingeld zou de commandant, Pierre Cambronne, volgens een populaire mythe heldhaftig hebben uitgeroepen: "De Garde sterft, maar geeft zich niet over!". In werkelijkheid riep de hoofdofficier alleen "Merde!" ("stront!"). Cambronne zelf overleefde Waterloo en kon navertellen wat hij gezegd had. Waarschijnlijk vonden de geschiedschrijvers later dat Cambronne zich iets eleganter had moeten uitdrukken en bedachten een meer heldhaftige kreet. De scenaristen kozen voor de echte opmerking van Cambronne.